# Calistoga (California)
Calistoga è un comune degli Stati Uniti d'America, situato nello Stato della California, nella contea di Napa.